# 포인트 브레이크
《포인트 브레이크》(영어: Point Break)는 2015년 개봉한 미국의 액션 스릴러 영화이다. 1991년 공개된 영화 《폭풍 속으로》의 리메이크 작품이다. 기상천외한 방법으로 세계금융시장을 파괴하는 특수 범죄조직을 잡기 위해 신입 FBI요원이 그들이 속한 위험한 세계로 들어가면서 벌어지는 이야기를 그린 익스트림 범죄 액션 영화.

## 출연
- 루크 브레이시 : 조니 유타 역
- 에드가르 라미레스 : 보디 역
- 테리사 파머 : 삼사라 역
- 레이 윈스턴 : 안젤로 파파스 역
- 델로이 린도 : FBI 강사 역
- 보제스 크리스토퍼 : FBI 채프먼 국장 역
- 토비아스 산틀만 : 차우더 역
- 마티아스 바레라 : 그로밋 역
- 클레멘스 쉭크 : 로치 역
- 니콜라이 킨스키 : 파스칼 알 페릭 역
- 글리니스 바버 : FBI 최고 조사관 역
- 제이미스 버틀러 : FBI 요원 역
- 센타 도로시 커슈너 : FBI 지휘관 역
- 제프 버렐 : 헬리콥터 조종사 역
- 패트릭 드웨인 : 조종사 역
- 맥스 티에리옷 : 제프 역
- 주다 루이스 : 어린 유타 역
- 스티브 토어세인트 : FBI 요원 역
- 제임스 르그로스 : FBI 요원 역
- 누만 아자르 : 튀르키예 안내인 역
- 레어드 존 해밀튼
- 프란체스코 마티노
- 제라드 모나코
- 밥 번퀴스트
- 샐 마즈켈라
- 브랫 로즌버그
- 에릭 코스턴